# Fletcher FL-23
Die Fletcher FL-23 ist ein zweisitziges Verbindungs- und Beobachtungsflugzeug des amerikanischen Herstellers Fletcher Aviation.

## Geschichte und Konstruktion
Die Fletcher FL-23 wurde auf Grund eines Wettbewerbs der US Army nach einem neuen Verbindungs- und Beobachtungsflugzeug, von der in Kalifornien ansässigen Fletcher Aviation entworfen. Die FL-23 war ein freitragender Hochdecker mit festem Bugradfahrwerk und wurde von einem 225 PS starken Continental E225 Kolbenmotor angetrieben. Die Maschine bot Platz für den Piloten und einen Beobachter auf Tandemsitzen in einem ungewöhnlichen großzügigen Acrylglascockpit, um dem Beobachter bestmögliche Rundumsicht zu gewähren.
Im Laufe des Wettbewerbs brach jedoch das Leitwerk ab, sodass die Maschine stark beschädigt wurde und zurückgezogen werden musste. Die Cessna 305A ging aus dem Wettbewerb als Sieger hervor. 

## Technische Daten
| Kenngröße             | Daten                                       |
| --------------------- | ------------------------------------------- |
| Besatzung             | 2                                           |
| Länge                 | 8,64 m                                      |
| Spannweite            | 10,16 m                                     |
| Höhe                  | 2,46 m                                      |
| Flügelfläche          | 25,73 m²                                    |
| Leermasse             | 680 kg                                      |
| max. Startmasse       | 1111 kg                                     |
| Höchstgeschwindigkeit | 133 km/h                                    |
| Dienstgipfelhöhe      | 5945 m                                      |
| Reichweite            | 781 km                                      |
| Triebwerke            | 1 × Continental E225 Kolbenmotor mit 168 kW |